# أوسيولا ماجيك
أوسيولا ماجيك هو فريق كرة سلة أمريكي للمحترفين تأسس في سنة 2008 تحت اسم إري بايهوكس (بالإنجليزية: Erie BayHawks)‏، يقع مقره في إيري. يلعب في دوري الرابطة الوطنية لفئة التطوير. من لاعبيه أنتوني براون، براندن داوسون وروبرت فادين.

## تغيير الاسم
تغير اسم الفريق مرتين، الأولى عام 2017  إلى ليك لاند ماجيك ثم إلى أوسيولا ماجيك عام 2023.

## وصلات خارجية
- الموقع الرسمي